# Nechvalín
Nechvalín település Csehországban, Hodoníni járásban. Nechvalín Bukovany, Ostrovánky, Věteřov, Lovčice és Kyjov településekkel határos. Lakosainak száma 342 fő (2024. január 1.).

## Népesség
A település lakosságának változását az alábbi diagram mutatja:
| Lakosok száma | 482  | 543  | 536  | 476  | 373  | 342  | 345  | 351  | 323  | 342  |
|               | 1869 | 1900 | 1921 | 1961 | 1980 | 2011 | 2016 | 2019 | 2021 | 2024 |